# Szaad Haríri
Szaad Haríri (Rijád, 1970. április 16. –) libanoni politikus, jogász, közgazdász, 2016 decembere és 2019 októbere között Libanon miniszterelnöke. 2019. október 29-én bejelentette lemondását a hosszú ideje tartó tüntetések miatt.

## Fordítás
- Ez a szócikk részben vagy egészben  a   Saad Hariri című angol Wikipédia-szócikk ezen változatának fordításán alapul.  Az eredeti cikk szerkesztőit annak laptörténete sorolja fel. Ez a jelzés csupán a megfogalmazás eredetét és a szerzői jogokat jelzi, nem szolgál a cikkben szereplő információk forrásmegjelöléseként.